# Gelis excellens
Gelis excellens là một loài tò vò trong họ Ichneumonidae.